# ‘Âbd al-‘Âziz Ibn Mussâ Ibn Nussâyr
‘Âbd al-‘Âziz Ibn Mussâ Ibn Nussâyr (en arabe : عبد العزيز بن موسى (ʿAbd al-ʿAzīz ibn Mūsā ibn Nusayr)), est le deuxième gouverneur d'Al-Andalus. Il est le fils de Mussâ Ibn Nussâyr, le gouverneur de l'Ifriqiya. Il a une longue histoire d'implication politique et militaire avec son père.

## Biographie
‘Âbd al-‘Âziz accompagne son père en 712, afin d'aider le général berbère, Tariq ibn Ziyad, dans la conquête de la péninsule ibérique. Il a été spéculé que Mussâ Ibn Nussâyr et son fils, deux Arabes, ne voulaient pas que la gloire de la conquête soit revendiquée par un berbère. La conquête de la région progresse doucement sous Tariq, Mussâ Ibn Nussâyr et Âbd al-‘Âziz. Avec le succès apparent de la conquête, Tariq a été rappelé en Syrie en 714, par le calife omeyyade Al-Walīd Ier. Âbd al-‘Âziz reçoit le gouvernement d'al-Andalus par son père. Mussâ Ibn Nussâyr, à son retour de Damas, est entré en conflit avec le calife et a terminé ses journées à Médine, en « homme vieux et brisé ».
‘Âbd al-‘Âziz Ibn Mussâ choisit la ville de Séville comme capitale. Sous la direction de ‘Âbd al-‘Âziz, après le départ de son père et de Tariq, al-Andalus s'étend au Portugal moderne à l'ouest et aux régions sub-pyrénéennes nord. Dans l'une des terres nouvellement conquises, ‘Âbd al-‘Âziz signe un traité de paix avec le seigneur wisigoth de Murcie, Theudimer. Son nom en arabe est Tudmir. Le traité, connu sous le nom de traité de Tudmir, donnait aux chrétiens wisigoths le droit de continuer à pratiquer leur religion, aussi longtemps qu'ils payaient une taxe spéciale et restaient fidèles à leurs maîtres musulmans.
‘Âbd al-‘Âziz reste au pouvoir et épouse la veuve Egilona, l'épouse du dernier roi wisigoth, Rodéric. Egilona prend le nom d'Oum Asim lors de son mariage et de sa conversion à l'Islam. L'influence d'Egilona sur son mari n'était pas commune. Certains ont estimé qu'elle avait trop d'influence et dominait ‘Âbd al-‘Âziz. Ces liens avec la royauté wisigothique et l'influence d'Egilona conduisirent à l'idée fausse et aux rumeurs selon lesquelles ‘Âbd al-‘Âziz Ibn Mussâ s'est converti au christianisme. Ces rumeurs ont même atteint le calife omeyyade Soulayman à Damas. Troublé par ces rumeurs, le calife a ordonné que ‘Âbd al-‘Âziz Ibn Mussâ soit tué. Il est très probable, cependant, qu'il s'agissait de rumeurs lancées à la demande de la faction hostile menée par Habib ibn Abi Obeïda al-Fihri, qui a finalement tué ‘Âbd al-‘Âziz. Certes, ‘Âbd al-‘Âziz avait la réputation d'être un musulman juste devant ces rumeurs qui ne soutenaient pas cette théorie.
Les sources diffèrent sur l'année, mais ‘Âbd al-‘Âziz Ibn Mussâ a été assassiné par Ziyad ibn Oudhra al-Balawi sur l'ordre du calife Soulayman. Cependant, l'historien Ibn Khaldoun rapporte que l'ordre a été reçu et exécuté par Habib ibn Abi Obeïda al-Fihri. Le calife craignait qu'il veuille établir sa propre monarchie personnelle à al-Andalus, séparée du califat omeyyade basé à Damas. Les dates de son assassinat varient entre les années 715, 716, ou 718. ‘Âbd al-‘Âziz a été décapité dans le monastère de Santa Rufina, utilisé à l'époque comme une mosquée. Après sa mort, sa tête a été apportée à Damas et exposée publiquement à une audience où le calife savait que son père, Moussa, était présent.
‘Âbd al-‘Âziz a été remplacé par son cousin, Ayoub ibn Habib al-Lakhmi, qui aurait joué un rôle dans son assassinat. Son mandat de gouverneur n'a pas duré longtemps et pendant une période de quarante ans après son assassinat, al-Andalus était rempli de chaos et de troubles. Les factions arabes rivales se sont continuellement battues pour gagner le pouvoir, et aussi pour étendre le contrôle islamique dans la région. Les gouverneurs étaient nommés ou choisis, mais ils étaient souvent déposés par des groupes rivaux ou par le calife omeyyade à Damas. Ce modèle a continué au moins jusqu'en 756, quand un émirat omeyyade indépendant a été établi à Cordoue. Cependant, Abd al-Rahman Ier trouve encore beaucoup de résistance à al-Andalus (Tolède, Saragosse, Barcelone et cetera) et doit lutter encore 25 ans pour une maîtrise totale du territoire. Le pouvoir islamique est resté dans la région jusqu'en 1492, quand Ferdinand et Isabelle ont conquis le royaume de Grenade.